# Notoetayoa gargantuai
La notoetayoa (Notoetayoa gargantuai) è un mammifero estinto, appartenente agli xenungulati. Visse nel Paleocene medio (circa 61 - 58 milioni di anni fa) e i suoi resti fossili sono stati ritrovati in Sudamerica.

## Descrizione
Questo animale è noto solo per un frammento di mandibola, ed è quindi impossibile ricostruirne l'aspetto. Dal raffronto con animali simili ma meglio conosciuti, come Carodnia, si suppone che Notoetayoa fosse un animale dalle forme pesanti e dal corpo possente. Le dimensioni di Notoetayoa erano in ogni caso inferiori a quelle di Carodnia, ed è possibile che fosse grande quanto un piccolo tapiro. 
Il terzo molare inferiore era dotato di un trigonide più alto del talonide, e il paraconide era ben definito (non era fuso con il metaconide). Rispetto all'affine Etayoa, il metacristide era basso e corto, e il precingulide era più robusto di quello di Etayoa e Carodnia. Il bacino del talonide non era aperto lingualmente come in Carodnia, ma chiuso (come in Etayoa). L'ipoconide e l'ipoconulide erano ben distinti e uniti da un postmetacristide basso e arrotondato. L'entoconide era più grande di quello di Etayoa, e l'entocristide era crenulato e mesialmente proiettato verso il lato disto-linguale del metaconide. La radice distale sotto il talonide non era verticale come in Carodnia ma obliqua rispetto a quella mesiale.

## Classificazione
Notoetayoa gargantuai venne descritto per la prima volta nel 2008, sulla base di resti fossili ritrovati nella provincia di Chubut in Patagonia (Argentina), in terreni del Paleocene medio. Notoetayoa è considerato un membro degli xenungulati, un enigmatico gruppo di mammiferi ungulati sudamericani dalle incerte affinità. In particolare, Notoetayoa è considerato molto simile a Etayoa, nella famiglia Etayoidae; rispetto a quest'ultimo genere, tuttavia, le dimensioni di Notoetayoa erano molto maggiori. La scoperta di Notoetayoa ha espanso la conoscenza degli etayoiidi sia geograficamente che stratigraficamente, in quanto fino alla descrizione di Notoetayoa erano stati ritrovati molto più a nord (Colombia) in terreni più recenti (probabilmente Paleocene superiore - Eocene inferiore).